# Ричль, Альбрехт
Альбрехт Беньямин Ричль (нем. Albrecht Benjamin Ritschl; 25 марта 1822, Берлин, королевство Пруссия — 20 марта 1889, Гёттинген, Нижняя Саксония, Германская империя) — немецкий лютеранский теолог и церковный историк, пастор. Один из представителей либеральной протестантской теологии.

## Биография
Родился в Берлине в семье лютеранского пастора и композитора Георга Карла Бенджамина Ричля[en] (1783—1858). 
Учился в Бонне, Гейдельберге и Тюбингене. В Галле он попал под гегелевское влияние благодаря учению Юлиуса Шаллера[en] и Иоганна Эрдмана. В 1845 году он стал последователем Тюбингенской школы, но впоследствии отошел от неё, а в своей работе Das Evangelium Marcions und das kanonische Evangelium des Lukas, опубликованным в 1846 году, он утверждал, что Евангелие от Луки основывается на апокрифическом Евангелии от Маркиона[en].
Испытал влияние идей Канта и Шлейермахера. 
Ричль был профессором теологии в Бонне (с 1852) и Гёттингене (с 1864). Его учениками были влиятельные богословы и библеисты Адольф фон Гарнак и Эрнст Трельч. 
Умер в Гёттингене. После смерти, в его доме в Гёттингене теологу поставили мемориальную доску.

## Теология
Ричль считал, что религиозная вера должна основываться на истории, в частности, на исторических событиях Нового Завета. Он изучал историю Нового Завета без учета чудесных событий, он верил, что Новый Завет подтверждает божественную миссию Иисуса. Он отвергал такие доктрины, как рождение Иисуса от девственницы и Троицу.

Альбрехт Ричль — автор цитаты, которая олицетворяет сущность либеральной теологии XIX века:
Важно не то, воскрес ли Христос в Палестине – важно, воскрес ли Он в твоем сердце.
Пытаясь защитить христианство от нападок философии позитивизма, Ричль заимствовал неокантианское разделение сфер духа и материи и относил евангельское учение исключительно к первой сфере. Христианство он рассматривал в качестве этапа «общего движения человеческого духа», а в Библии доказывал приоритет устного характера послания над написанным. Он пытался продемонстрировать, что эпистемология Канта совместима с лютеранством.
Выступал с критикой эллинистических («философских») влияний в раннем христианстве, которые проникли даже в сам текст Нового Завета (например, учение о Логосе — Ин. 1:1).
Согласно христологии Ричля, вера понималась как несводимая к другим переживаниям, выходящая за рамки разума. Вера, по его словам, проистекает не из фактов, а из ценностных суждений. Божественность Иисуса, утверждал он, лучше всего понимать как выражение «откровения-ценности» Христа для сообщества, которое доверяет ему как Богу. Он считал, что послание Христа должно быть предано общине, но не в буквальном значении, что в теле Иисуса метафизически был Бог.

### «Богословие нравственности»
Теологию Ричля религиоведы описывают как «теологию этической нравственности» или «теологию, основанную на нравственности».
Главный смысл религии он видел нравственном возрастании человечества, которое и есть Царство Божие. Отсюда греховность человечества мыслилась прежде всего как нравственное несовершенство, преодолеть которое помогает вера в Бога. 
Христианская жизнь Ричля была посвящена нравственной деятельности и развитию, поэтому он понимал доктрины как оценочные суждения, а не утверждение фактов. Испытавший влияние философии Иммануила Канта Ричль рассматривал «религию как триумф духа (или морального агента) над природным происхождением и средой человечества». Идеи Ричля будут подхвачены другими, и ритшлианство останется важной теологической школой в немецком протестантизме вплоть до Первой мировой войны. 

## Семья
Его сыном был либерально ориентированный боннский протестант, профессор теологии Отто Карл Альбрехт Ричль[de] (1860—1944), который опубликовал двухтомную биографию своего отца.

## Сочинения
- Происхождение древне-кафолической Церкви (нем. Die Entstehung der altkatholischen Kirche, 1850)[23]
- Христианская доктрина об оправдании и примирении (1888)[24]
- История пиетизма, 1880.